# Пасеря (Ілфов)
Пасеря (рум. Pasărea) — село у повіті Ілфов в Румунії. Входить до складу комуни Бренешть.
Село розташоване на відстані 18 км на схід від Бухареста, 142 км на південний схід від Брашова.

## Населення
За даними перепису населення 2002 року у селі проживали 840 осіб, усі — румуни. Усі жителі села рідною мовою назвали румунську.